# Station Ølstykke
Station Ølsykke is een S-tog-station in Ølstykke in de gemeente Egedal in de regio Hovedstaden in Denemarken. Het station werd voor de S-tog geopend in 1989.
Frederikssund · Vinge · Ølstykke · Egedal · Stenløse · Veksø · Kildedal · Måløv · Ballerup · Malmparken · Skovlunde · Herlev · Husum · Islev · Jyllingevej · Vanløse · Flintholm · Valby · Carlsberg · Dybbølsbro · København H · Vesterport · Nørreport · Østerport · Nordhavn · Svanemøllen · Hellerup · Charlottenlund · Ordrup · Klampenborg
Frederikssund · Ølstykke · Egedal · Stenløse · Veksø · Måløv · Ballerup · Malmparken · Herlev · Vanløse · Flintholm · Peter Bangs Vej · Langgade ·  Valby · Carlsberg · Dybbølsbro · København H · Vesterport · Nørreport · Østerport